# Raczyńskipaleis (Rogalin)
Het Raczyńskipaleis in Rogalin in Groot-Polen is een laatbarok paleis met bijgebouwen in palladianismestijl. Dit kasteel is gebouwd voor de paltsgraaf van Groot-Polen: Kazimierz Raczyński in de laat-18e eeuw. De architect die het paleis ontworpen heeft is de Italiaans-Poolse architect Domenico Merlini. Dit kasteel ligt zo'n 20 km ten zuiden van Poznan en is een van de bijzondere bezienswaardigheden in Groot-Polen. Tevens de hoofdresidentie van de familie Raczyński.